# 사랑이 꽃피는 교실
《사랑이 꽃피는 교실》은 1994년 10월 10일부터 1996년 2월 26일까지 방영되었던 KBS1 청춘드라마이다.

## 기획 의도
고교생을 주인공으로 청소년기에 겪게되는 많은 갈등과 고민을 다룬 드라마

## 방송시간
- KBS 1TV 매주 월요일 저녁 19:35 ~ 20:30 (55분)

## 제작진
- 극본 : 황순영
- 연출 : 이유황, 김현진

## 출연진
- 김광필
- 김정하
- 김흥기
- 박용하 : 동찬 역
- 서인석
- 이경진
- 이민우 : 조인수 - 남자주인공 정의로운 남학생
- 이세창
- 하다솜
- 황범식
- 황지온 : 서지연 역 - 전학와 여반장 을 하는 미인여학생
- 이오비 : 차동복 역 - 여자 중 리더 격
- 장혜윤 : 한의정 역 - 섹시한 미모의 여학생

## 에피소드 목록
| 회차 | 부제                    | 비고   |
| ---- | ----------------------- | ------ |
| 1    | 조임스 딘의 귀향        |        |
| 2    | 우정의 신발             |        |
| 3    | 아직 1년 남았어요       |        |
| 4    | 지금은 1막1장           |        |
| 5    | 오늘같은 날이면         |        |
| 6    | 비밀과외학교            |        |
| 7    | 왕자님과 공주처럼       |        |
| 8    | 아빠의 엄마             |        |
| 9    | 보충수업비              |        |
| 10   | 천사와 고양이           |        |
| 11   | 장미와 게임             |        |
| 12   | 죽을 때까지 뭉친다      |        |
| 13   | 어머니가 있으므로       |        |
| 14   | 마음의 도둑             |        |
| 15   | 시인을 위하여           |        |
| 16   | 기나긴 겨울(전편)       |        |
| 17   | 기나긴 겨울(후편)       |        |
| 18   | 발렌타인 환상곡         |        |
| 19   | 봄이 오는 소리          |        |
| 20   | 위대한 승리             |        |
| 21   | 우연과 필연             |        |
| 22   | 이상한 외출             |        |
| 23   | 백조를 꿈꾸며           |        |
| 24   | 하얀손수건              |        |
| 25   | 우정의 갈림길           |        |
| 26   | 소녀의 기도             |        |
| 27   | 사랑의 고리             |        |
| 28   | 나는 왕이로소이다       |        |
| 29   | 잊을 수 없는 수업       |        |
| 30   | 약속                    |        |
| 31   | 날개잃은 천사           |        |
| 32   | 나의 경쟁 상대는        |        |
| 33   | 사랑의 방법             |        |
| 34   | 꿈꾸는 18세             |        |
| 35   | 선생님, 사랑해요        |        |
| 36   | 지금부터 시작이야       |        |
| 37   | 영화속 주인공처럼       |        |
| 38   | 나만의 나               |        |
| 39   | 검은 손                 |        |
| 40   | 넌 할수 있어            |        |
| 41   | 동굴의 전설             |        |
| 42   | 목도장                  |        |
| 43   | 안나의 눈물             |        |
| 44   | 몽당연필                |        |
| 45   | 가을편지                |        |
| 46   | 작은연필                |        |
| 47   | 있을때 잘해             |        |
| 48   | 행운의 편지             |        |
| 49   | 첫사랑                  |        |
| 50   | 엄마의 가을             |        |
| 51   | 성적이 뭐길래(전편)     |        |
| 52   | 성적이 뭐길래(후편)     |        |
| 53   | 꼴찌에게 박수를         |        |
| 54   | 바늘도둑이 소도둑       |        |
| 55   | 초대받지 않은 손님      |        |
| 56   | 진짜와 가짜             |        |
| 57   | 엄마, 유학 보내줘요     |        |
| 58   | 부끄러움을 가르칩니다   |        |
| 59   | 크리스마스 밤에 생긴 일 |        |
| 60   | 할아버지와 손자         |        |
| 61   | 1월의 바람              |        |
| 62   | 호기심 때문에           |        |
| 63   | 겨울여행                |        |
| 64   | 패션명함                |        |
| 65   | 차라리 나를 때려라      | 최종회 |